# Ocrepeira tungurahua
Ocrepeira tungurahua là một loài nhện trong họ Araneidae.
Loài này thuộc chi Ocrepeira. Ocrepeira tungurahua được Herbert Walter Levi miêu tả năm 1993.